# Белов, Алексей Ефимович
Алексей Ефимович Белов (1909—1992) — старший адъютант батальона 667-го стрелкового полка (218-я стрелковая дивизия, 47-я армия, Воронежский фронт), старший лейтенант. Герой Советского Союза (1944).

## Биография
Родился 5 декабря (18 декабря по новому стилю) 1909 года в деревне Курилово Российской империи, ныне Буйского района Костромской области, в семье крестьянина. Русский.
Окончил начальную среднюю школу. Работал слесарем в железнодорожном депо на станции Буй, затем кладовщиком в Ярославле.
В армии с августа 1941 года. С этого же времени на фронтах Великой Отечественной войны. В 1943 окончил школу штабных офицеров Северо-Западного фронта. Отличился при форсировании Днепра в должности старшего адъютанта батальона 667-го стрелкового полка. 24 сентября 1943 года, переправившись через Днепр в районе города Канев (Черкасская область, Украина), с группой бойцов уничтожил огневые точки противника, мешавшие переправе. На следующий день при отражении контратак противника заменил выбывшего из строя командира взвода.
В 1944 окончил курсы «Выстрел», продолжал службу в армии. С 1947 года капитан А. Е. Белов — в запасе.
Жил и работал в городе Буй Костромской области, затем переехал в Москву.
Умер 29 августа 1992 года. Похоронен в Москве на Донском кладбище.

## Награды
- За мужество и героизм, проявленные в боях, старшему лейтенанту Белову Алексею Ефимовичу 3 июня 1944 года присвоено звание Героя Советского Союза с вручением ордена Ленина и медали «Золотая Звезда» (№ 4070).[1]
- Награждён орденом Ленина, двумя орденами Отечественной войны 1-й степени, орденом Красной Звезды и медалями.